# 27983 Bernardi
27983 Bernardi è un asteroide della fascia principale. Scoperto nel 1997, presenta un'orbita caratterizzata da un semiasse maggiore pari a 2,5911426 UA e da un'eccentricità di 0,1513520, inclinata di 3,43903° rispetto all'eclittica.
L'asteroide è dedicato all'astronomo italiano Fabrizio Bernardi.